# Elfie Casty
Elfie Casty (* 14. April 1949 in Baden, Aargau; † 2. September 2014 in Klosters) war eine Schweizer Autorin von Kochbüchern.

## Leben
Elfie Casty absolvierte die Schweizerische Pflegerinnenschule in Zürich, bevor sie durch Heirat mit dem Davoser Tschiery Casty zur Gastronomie kam. Zuerst führten sie zusammen das Restaurant "Zum Bergführer" im Sertigtal und Tschiery's Bar in Davos. Zusammen führten sie bis 1981 das Feinschmecker-Restaurant Tschiery's Landhaus in Laret bei Davos.
Obwohl sie nie zur Köchin ausgebildet wurde, eignete sie sich als Autodidaktin ein so umfangreiches kulinarisches Wissen an, dass sie als Vertreterin der Nouvelle Cuisine internationalen Ruf erreichte. 1978 wurde sie als erste Nicht-Französin in die Association des Restauratrices-Cuisinieres (ARC) und im Jahr darauf als Relais Gourmand in die Vereinigung Relais & Châteaux aufgenommen und von der französischen Regierung mit dem Ordre du Mérite Agricole ausgezeichnet.
1979 erschien ihr erstes Kochbuch Seitensprünge in der Küche als Faksimile ihres Originalmanuskripts. Nachdem sich Elfie Casty mit ihrem Mann 1981 nach Klosters zurückgezogen hatte, kam 1984 das Buch Geliebte Küche auf den Markt. Zwei weitere Kochbücher folgten, Mit einer Prise Leidenschaft sowie Mit Liebe, Lust und Thymian. Die Bücher erreichten eine Gesamtauflage von über 200'000 Exemplaren.
Von 1998 bis 2000 schrieb Elfie Casty unter dem Titel Bouquet Garni eine vierzehntägliche Kolumne für die Neue Zürcher Zeitung, die 2002 als Buch veröffentlicht wurde.
Neben ihrer Arbeit als Autorin von Kochbüchern trat Elfie Casty auch in Kochsendungen des Schweizer und deutschen Fernsehens auf, war Journalistin und Chefredaktorin der kulinarischen Zeitschrift marmite und führte Kochkurse durch.
Im Januar 2009 verstarb ihr Mann Tschiery. Elfie Casty lebte seit 1981 in Klosters und schrieb bis zuletzt Rezepte.
Der Buchverlag Elfie Casty wird von ihrer Enkelin Anina Andrea Engeler weitergeführt.

## Auszeichnungen
- 1978: Aufnahme als erste Nicht-Französin in die Association des Restauratrices-Cuisinieres (ARC)
- 1979: Aufnahme als Relais Gourmand in die Vereinigung Relais & Châteaux
- 1981: Von der französischen Regierung mit dem Ordre du Mérite agricole geehrt
- 1986: Anlässlich der Frankfurter Buchmesse wurde das Buch Geliebte Küche mit der Goldmedaille ausgezeichnet
- 1988: Anlässlich der Frankfurter Buchmesse wurde das Buch Mit einer Prise Leidenschaft mit der Silbermedaille ausgezeichnet
- 1997: Von der Bündner Regierung mit dem Kulturpreis geehrt[6]

## Bücher
- Geliebte Küche, ein Kochbuch für Leute mit Geschmack. 2. Auflage. Eigenverlag, Klosters 1985, ISBN 3-905273-01-2.
- Seitensprünge in der Küche. . Selbstverlag, Klosters 1986, ISBN 3-905273-02-0.
- Mit einer Prise Leidenschaft. Kochbuch. Eigenverlag 1987, ISBN 3-905273-03-9.
- Mit Liebe, Lust und Thymian. Kochbuch. Eigenverlag, Klosters 1998, ISBN 3-905273-04-7.
- Bouquet Garni, kulinarische Miniaturen und Rezepte. NZZ, Zürich 2001, ISBN 3-03823-032-4